# The Killer Inside Me (2010)
The Killer Inside Me is een film uit 2010 van regisseur Michael Winterbottom. De film is een nieuwe versie van de gelijknamige film uit 1976. De hoofdrollen in deze film worden vertolkt door Casey Affleck, Kate Hudson en Jessica Alba. Het verhaal is gebaseerd op de gelijknamige roman van schrijver Jim Thompson. De film ging in januari 2010 in première op het Sundance Film Festival.

## Verhaal
Lou Ford lijkt voor zijn omgeving een fatsoenlijke kerel. Hij is sheriff in een klein stadje in Texas en leidt een onopvallend leven. In het geheim is hij niettemin een gewelddadige moordenaar en sociopaat. Hij zorgt er alleen steeds voor dat niemand achter zijn ware gedaante komt en het na kan vertellen. Wanneer de bewijzen steeds vaker in zijn richting wijzen, voelt Ford zich genoodzaakt nog meer moorden te plegen.

## Rolverdeling
- Casey Affleck: Lou Ford
- Jessica Alba: Joyce Lakeland
- Kate Hudson: Amy Stanton
- Simon Baker: Howard Hendricks
- Ned Beatty: Chester Conway
- Elias Koteas: Joe Rothman
- Bill Pullman: Billy Boy Walker
- Tom Bower: Sheriff Bob Maples

## Trivia

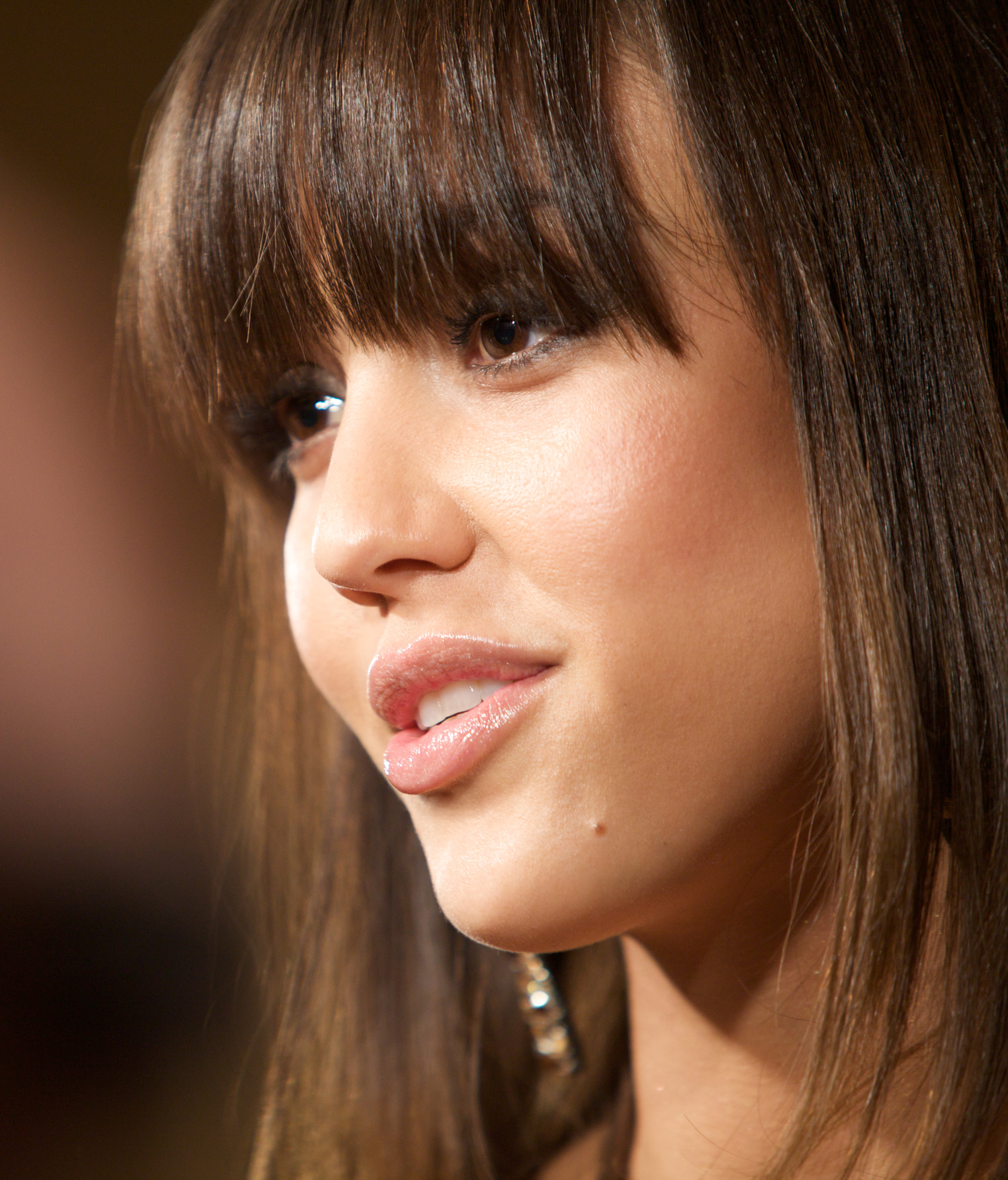
Actrice Jessica Alba zorgde met haar personage Joyce Lakeland voor een van haar meest controversiële vertolkingen. De scène waarin ze het slachtoffer wordt van brutaal geweld zorgde voor een hevige reactie van haar fans en verscheidene vrouwenbewegingen.

- Andere regisseurs die in het project geïnteresseerd waren, zijn: Andrew Dominik en Marc Rocco. Dominik liet het idee uiteindelijk vallen en maakte een andere western: The Assassination of Jesse James by the Coward Robert Ford (2007). In deze film speelt Casey Affleck ook een belangrijke rol. Opmerkelijk is dat in de eerste trailer van The Killer Inside Me muziek uit The Assassination of Jesse James by the Coward Robert Ford gebruikt werd.
- De film werd tijdens de test screenings en op verscheidene filmfestivals niet met lof ontvangen. De film werd meermaals als te gewelddadig bestempeld.
- Even werd er getwijfeld of de film omwille van de controverse omtrent het verhaal wel een distributeur zou vinden. Uiteindelijk was het IFC Films dat bereid was om de film in de Verenigde Staten in de zalen uit te brengen.